# Монгольское вторжение в Сирию
Монгольское вторжение в Сирию — в 1260 году монголы начали полноценное вторжение в Сирию, это привело их к войнам с мамлюкским Египтом. Окончание боевых действий случилось после ратификации в 1322/1323 годах мирного договора в Алеппо, по которому Сирия осталась за мамлюками.

## Первое вторжение

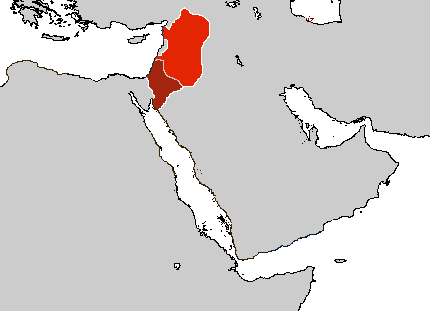
Владения сирийских Айюбиддов в 1257 году.

Во время правления Бачу в Персии монгольская армия под командованием Исаура напала на Сирию в 1244 году. Причины нападения неясны, но, возможно, это было местью за участие сирийских правителей на стороне сельджуков в битве при Кёсе-даге. Осенью 1244 года Исаур сосредоточил монгольские силы в долине верхнего Тигра, где они подчинили себе курдскую провинцию Ахлат. Двигаясь через реку, монгольская армия не встретила сопротивления и по пути разорила местность. Укрепленные города не были взяты, ибо войско не было готово к осаде. Пройдя территорию города Урфа, он переправился через Евфрат.
Он двинулся прямо к Алеппо, но дошёл до Хайланя, прежде чем климат осложнил передвижения его армии. Исаур отправил послов в Алеппо, чтобы потребовать уплаты дани, которую Малик согласился заплатить. То же самое требование было отправлено Боэмунду Антиохийскому, который предпочел не сражаться с ними..
Исаур отвел свои силы обратно вверх по долине Евфрата и покорил Малатию. В Египте султан Ас-Салих II решил не бороться с вторгшимися в его владения в Сирии монголами. В 1251 году ради мира абассидский султан Ан-Насир Юсуф отправил своих представителей в Монголию для участия в церемонии коронации Мунке и согласился сделать Сирию вассальным государством монголов.

## Поход 1260 года
В 1255 году Хулагу стремился к дальнейшему расширению монгольской империи на Ближний Восток по приказу своего старшего брата, великого хана Мунке. Силы Хулагу по пути покорили несколько народов и Аббасидский халифат. Оттуда монгольские войска двинулись в Сирию.
В 1260 году Египет находился под контролем мамлюкской династии Бахритов, в то время как большая часть Леванта (кроме государств крестоносцев) все ещё находилась под контролем Айюбидов. Монголы же нашли союзников среди грузинских и армянских правителей, а также франков Боэмунда VI. В ходе названного историками Рене Груссе и Львом Гумилёвым «жёлтого крестового похода» (Croisade Jaune), монголы захватили Алеппо в январе, а 1 марта 1260 года под командованием полководца Китбука — Дамаск. Последний правитель династии Айюбидов Ан-Насир Юсуф был захвачен недалеко от Газы в 1260 году, Хулагу пообещал назначить его своим наместником в Сирии. С исчезновением исламских центров власти в Багдаде и Сирии, последним оставался Каир.
Хулагу планировал двигаться в Египет через Палестину, но смерть Мунке в конце 1259 года потребовала от него вернуться в Каракорум для участия в совещаниях о кандидатуре будущего великого хана. Хулагу ушёл с большей частью своих сил, оставив в Сирии только около 10 тыс. монгольских всадников под командованием Китбуки. Часть сил Китбуки совершала набеги на юг, в сторону Египта, дойдя до Газы, где был размещён монгольский гарнизон численностью 1000 человек.
Мамлюки воспользовались ослаблением монгольских сил и, договорившись о пассивном союзе с крестоносцами в Акре, продвинулись на север для участия в битве при Айн-Джалуте в сентябре 1260 года. Мамлюки добились победы, Китбука был казнен победителями, султан Ан-Насир и его брат были казнены Хулагу. Граница государства Хулагуидов навсегда установилась на реке Тигр. В декабре 1260 года Хулагу отправил 6 тыс. солдат обратно в Сирию, но они потерпели поражение в первой битве при Хомсе.
После падения Багдада в 1258 году несколько аббасидских князей бежали в Сирию и Египет. Там Аббасиды все ещё сохраняли влияние в религиозных вопросах, пока мамлюки занимались остальными делами. Первый из халифов в Каире Аль-Мустансир II был отправлен в Месопотамию Байбарсом с сирийскими вспомогательными войсками и бедуинами. Однако он был полностью разгромлен монгольским авангардом в Южном Ираке в 1262 году. Вассалы монголов и правители Мосула сыновья Бадр ад-Дина встали на сторону мамлюков и восстали против Хулагу. Монголы окончательно подавили восстание в 1265 году.

## Вторжение 1271 года

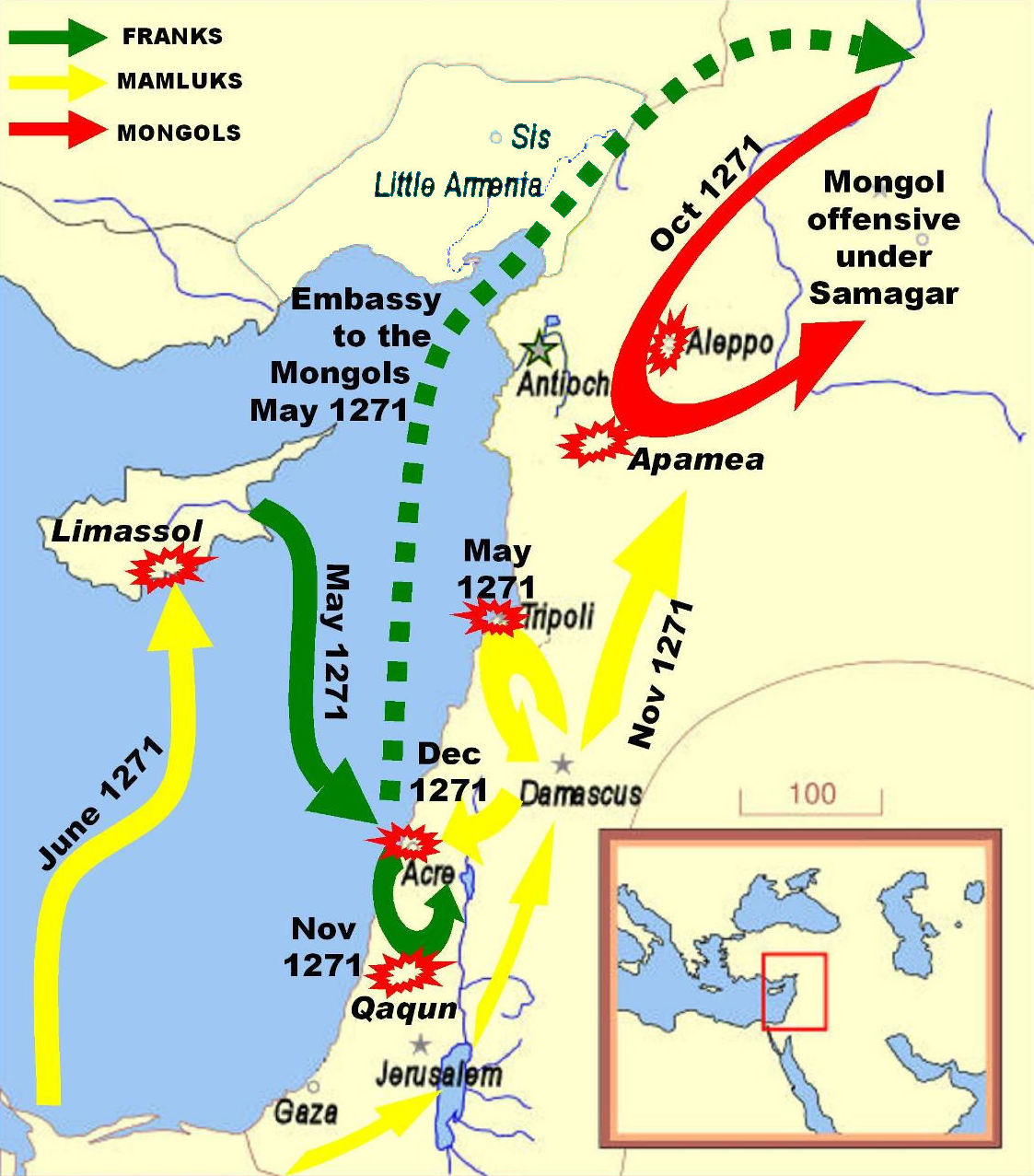
Действия мамлюков (жёлтый цвет) против крестоносцев и монголов в ходе девятого крестового похода.

Второе монгольское вторжение в Сирию произошло в октябре 1271 года, когда 10 тыс. монголов во главе с генералом Самагаром и вспомогательными войском сельджуков двинулись на юг от Рума и захватили Алеппо; однако они отступили за Евфрат, когда лидер мамлюков Байбарс двинулся на них из Египта.

## Стратегическая ситуация
Во второй половине XIII века в Монгольской империи разразилась гражданская война. На Ближнем Востоке это проявилось как конфликт между монголами Золотой Орды и монголами Ильханата, которые боролись за власть над Грузией и Азербайджаном. Обе страны стремились укрепить свои позиции с помощью торговых соглашений или других типов союзов с другими державами в этом районе. В 1261 году хан Золотой орды Берке объединился с мамлюкским султаном Байбарсом против Ильханата. Этот союз был как стратегическим, так и экономическим, поскольку египтяне были давним торговым партнёром Золотой Орды в Средиземноморье.
Со своей стороны, монголы Ильханата стремились (безуспешно) к союзу с франками Европы, но в итоге заключили альянс с Византией.

### Сближение Золотой орды и мамлюков
Два западно-монгольских царства, Золотая Орда и Иль-ханство, уже вели открытую войну. Корни конфликта были связаны с битвами между потомками Чингисхана за контроль над Империей. Непосредственным преемником Чингисхана был его сын Угэдэй, но затем руководство силой перешло к потомкам сына Чингисхана Толуя. Во время правления Хубилай-хана (сына сына Чингисхана Толуя) потомки других сыновей Чингисхана Угедея, Чагатая и Джучи стремились противостоять правлению Хубилая. Ильханство было основано Хулагу, ещё одним из сыновей Толуя, который поэтому был верен Хубилаю. Золотая Орда была основана сыном Чингисхана Джучи после монгольского нашествия в Среднюю Азию. Чингисхан передал несколько территорий к югу от Кавказа Джучи, в частности Грузию и Султанат Сельджукидов. Хулагу при поддержке своего брата великого хана Хубилая вторгся и захватил эти территории в 1256 году, даже поместив свою столицу в центре спорных территорий, в Мараге. Берке, хан Золотой Орды, не мог мириться с таким посягательством на его наследство, и затянувшийся конфликт между двумя монгольскими ханствами продолжался и в XIV веке.
Различные сходства привели к более или менее естественному союзу между монголами Золотой Орды и мамлюками Египта. Империя мамлюков была основана бывшими рабами, купленными на территории кипчаков на юге России, которая теперь была важным сегментом монгольской Золотой Орды. Таким образом, уже существовало культурное сходство между крупными сегментами монгольской Орды и правящей элитой Египта. Тюркские подданные Берке также говорили на том же тюркском языке, что и мамлюки. Кроме того, Золотая Орда под руководством Берке была первым из монгольских государств, принявшим ислам, что способствовало солидарности с исламскими королевствами на юге. С другой стороны, правители Ильханата были очень благосклонны к христианству и не принимали ислам до 1295 года, когда трон Газан-хан обратился в суннизм. Однако даже после своего обращения он продолжал сражаться с мамлюками за контроль над Сирией, одновременно стремясь к союзу с христианской Европой.
Золотая Орда вступила в оборонительный союз с мамлюками в Египте, при этом соглашение заключалось в том, что каждое царство вмешается, если другое подвергнется нападению со стороны Ильханата. Из-за этого ильханы были вынуждены держать отдельные войска на севере и на юге, во многих случаях при начале кампании в Сирии они были вынуждены отозвать войска в течение нескольких месяцев из-за нападений Золотой Орды.

## Вторжение 1280—81 годов
Третье крупное вторжение произошло в 1280-81 годах при Абака-хане. Перейдя Евфрат и захватив Алеппо в 1280 году, монголы двинулись на юг до Хомса с армией 40 тыс. человек, прежде чем они были отброшены к реке Евфрат после второй битвы при Хомсе в октябре 1281 года.
Ильхан Текудер был дружелюбен к исламу и отправил мамлюкскому султану письмо, чтобы обсудить вопрос о мире, но посланник Текудера был арестован мамлюками. Обращение Текудера в ислам и попытки заключить мир с мамлюками не пользовались популярностью у других аристократов Ильханата. Когда брат Текудера Аргун выступил против него, Текудер тщетно искал помощи у мамлюков и был казнен. Аргун следовал указаниям великого хана Хубилая (годы правления 1260—1294) и продолжил попытки завоевать Сирию.

## Война 1299—1303 годов
В конце 1299 года правитель Ильханата Газан-хан со своей армией переправился через реку Евфрат, чтобы снова вторгнуться в Сирию. Они продолжали двигаться на юг, пока не оказались немного севернее Хомса, и успешно взяли Алеппо. Там к Газану присоединились силы из вассальной Киликийской Армении.
Посланный из Дамаска отряд мамлюков встретился с монгольской армией к северо-востоку от Хомса в битве в долине Эль-Хазнадар (иногда называемой битвой при Хомсе) в декабре 1299 года. У монголов было около 60 тыс. своих солдат и примерно 40 тыс. союзных грузин и армян, которые разгромили армию египетских мамлюков в 20 — 30 тыс. человек. Мамлюки отступили, и их преследовали марониты и друзы, которые хотели независимости от них. Одна группа монголов также отделилась от армии Газан-хана и преследовала отступающие войска мамлюков до самой Газы, оттеснив их обратно в Египет.

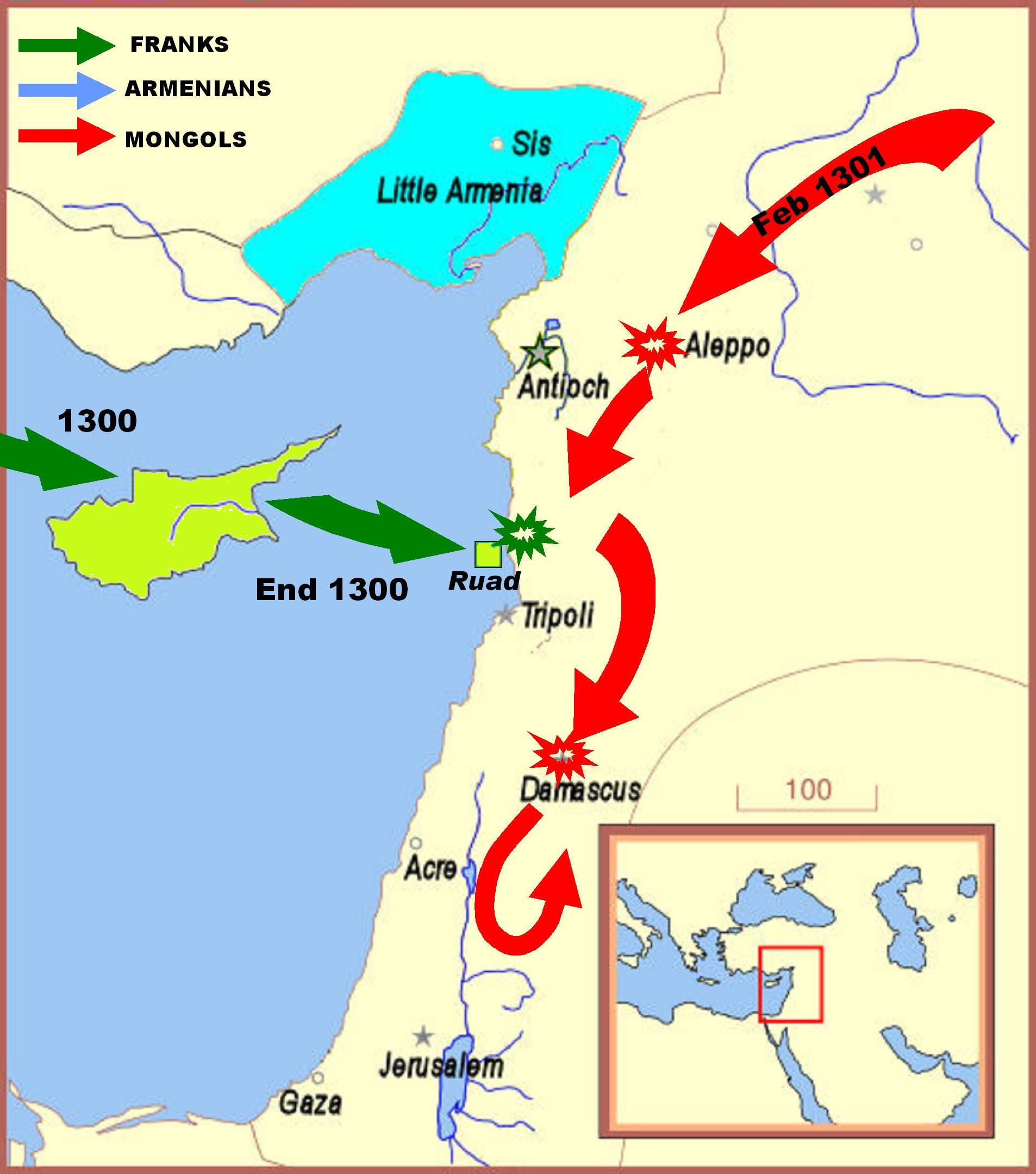
Боевые действия 1300—1301 годов.

Затем основная часть сил Газана двинулась в сторону Дамаска. Часть населения города бежала в Египет, а правитель города Арджаваш глубоко укрепился в цитадели Дамаска. Монголы осаждали город с 30 декабря 1299 г. по 6 января 1300 г., хотя его цитадель сопротивлялась. Затем в феврале Газан вывел большую часть своих войск, пообещав вернуться зимой 1300—1301 гг. для атаки на Египет. Причиной отхода считается либо вторжение чагатайских монголов на их восточные границы, либо необходимость отступить в районы, где для лошадей было больше пастбищ. Мамлюки узнали, что наличие пастбищ было важно для монголов, и поэтому начали сжигать их для предотвращения быстрого продвижения монголов. После того, как основные силы Газана отступили, в Сирии осталось всего около 10 тыс. всадников под командованием монгольского генерала Мулая.
После отступления большинства сил с обеих сторон в течение примерно трех месяцев, пока мамлюки не вернулись в мае 1300 г., силы Мулая фактически контролировали Сирию, отдельные отряды доходили до Иерусалима и Газы. Однако, когда мамлюки вернулись из Египта, оставшиеся монголы отступили без особого сопротивления.
Также в начале 1300 года два франкских правителя Ги д’Ибелен и Жан II де Гибле двинулись со своими войсками с Кипра в ответ на более ранний призыв Газан-хана. Они основали базу в замке Нефин в Библе на сирийском побережье с намерением присоединиться к нему, но монголы уже ушли. Они начали осаду Триполи, но не добившись успеха, вернулись на остров.
В конце 1300 года силы Газан-хана отвлеклись от вторжения чагатаев на северную границу и снова обратили свое внимание на Сирию. Они пересекли реку Евфрат в период с 14 декабря 1300 г. по 1 ноября 1301 г., отступление армии мамлюков привело к панике в Дамаске. Сирийцы Хамата смогли добиться небольшой победы над монголами в битве под Алеппо у поста Хамата. Это позволило наместнику послать за более крупными силами из Египта, но монголы уже покинули Сирию из-за смерти Газан-хана.
Ильханат отправил войско в Сирию в 1303 году, недалеко от Дамаска оно потерпели сокрушительное поражение от мамлюков в битве при Мардж аль-Саффаре в апреле 1303 года.

## Последний поход и заключение мира
В 1312 году новый хан Олджейту вел агрессивную политику для закрепления своего правления, подчинив прикаспийскую провинцию Гилян и уничтожив автономное Гератское княжество. Воодушевленный отступничеством некоторых сирийских эмиров, правитель решил пересечь Евфрат в 1312 году для нападения на мамлюкский султанат. Он осадил сильно укрепленный город Эр-Рахба, за месяц боёв монголы понесли тяжёлые потери и отступили. Это стало последним крупным монгольским вторжением в Левант.
После поражения Газан-хана и постепенного обращения Ильханата в ислам монголы, наконец, согласились прекратить боевые действия. Первые контакты для заключения мирного договора были переданы через работорговца аль-Маджд ас-Саллами. После первоначальных сообщений произошёл обмен более официальными письмами и посольствами. При правителе Ильханата Абу Саиде, который следовал советам своего опекуна Чобана, договор был ратифицирован в 1322/1323 годах. В дальнейшем начался распад Ильханата.

### Citations
1. ↑  Hemmings, Jay. When The Egyptian Mamluks Crushed The Formerly Unstoppable Mongol Army (англ.). WAR HISTORY ONLINE (28 февраля 2019). Дата обращения: 8 февраля 2022. Архивировано 8 февраля 2022 года.
2. ↑  D. S. Benson The Mongol campaigns in Asia, p.179
3. ↑  Jeremiah Curtin The Mongols: A history, p.178
4. ↑  Vasiliev, Alexander A. History of the Byzantine Empire, 324–1453. — University of Wisconsin Press, 1958. — P. 600. — ISBN 0299809269.
5. ↑  Gumilev, Lev Nikolaevich. Searches for an Imaginary Kingdom: The Legend of the Kingdom of Prester John. — Cambridge University Press, 1987. — P. 194. — ISBN 0521322146.
6. ↑  The Cambridge History of Egypt: Islamic Egypt, 640—1517, p.255
7. ↑  Runciman, 1987, pp. 336–337.
8. ↑  Ryley-Smith in Atlas of the Crusades, p.112
9. ↑  Morgan, p.144
10. ↑  Setton, p.529
11. ↑  The New Cambridge Medieval History, p. 710
12. 1 2  Luisetto, p.157
13. ↑  Mantran, Robert (Fossier, Robert, ed.) «A Turkish or Mongolian Islam» in The Cambridge Illustrated History of the Middle Ages: 1250—1520, p. 298
14. ↑  Morgan, Mongols and the West
15. 1 2  Luisetto, p.155
16. 1 2  The Mongols, David Morgan, p.144
17. ↑  A History of the Crusades, Kenneth Meyer Setton, p.527
18. ↑  Morgan, p.128
19. ↑  Luisetto, p.155-156
20. ↑  Luisetto, p.156
21. ↑  Luisetto, p.158
22. ↑  Burns, 2016, p. 179.
23. ↑  Demurger, p.143
24. ↑  Demurger, p.142
25. ↑  Demurger, p.142 «The Mongols pursued the retreating troops towards the south, but stopped at the level of Gaza»
26. ↑  Demurger 142—143
27. ↑  Runciman, p.439
28. ↑  Demurger, p.146
29. ↑  Schein, 1979, p. 810
30. ↑  Amitai, «Mongol Raids into Palestine (AD 1260 and 1300)»
31. ↑  Sylvia Schein, p.810
32. ↑  The Arab historian Yahia Michaud, in the 2002 book Ibn Taymiyya, Textes Spirituels I—XVI, Chap XI
33. ↑  Demurger, p.144
34. ↑  Le Templier de Tyr, 614
35. ↑  Jean Richard, p.481
36. ↑  J.J. Saunders, "History of the Mongol Conquests, " page 144
37. ↑  Josef W. Meri, "Medieval Islamic Civilization, " page 573
38. 1 2  Meri, p.541